# 尼奥普兰
尼奧普蘭巴士公司（英語：Neoplan Bus GmbH）為德國巴士生產商，1935年於斯圖加特創立，初期該公司為客车及卡车組裝車身，1953年開始生產一體化的巴士及客车。除此之外，尼奧普蘭還生產機場擺渡車。尼奧普蘭巴士在歐洲有相當龐大的市場，亞洲的日本和中国都同樣有尼奧普蘭的蹤影。而且在美國及中國大陸都設有相關的生產企業，但尼奧普蘭在美國的業務於2006年1月撤出。2001年，尼奧普蘭被曼恩集团收購。

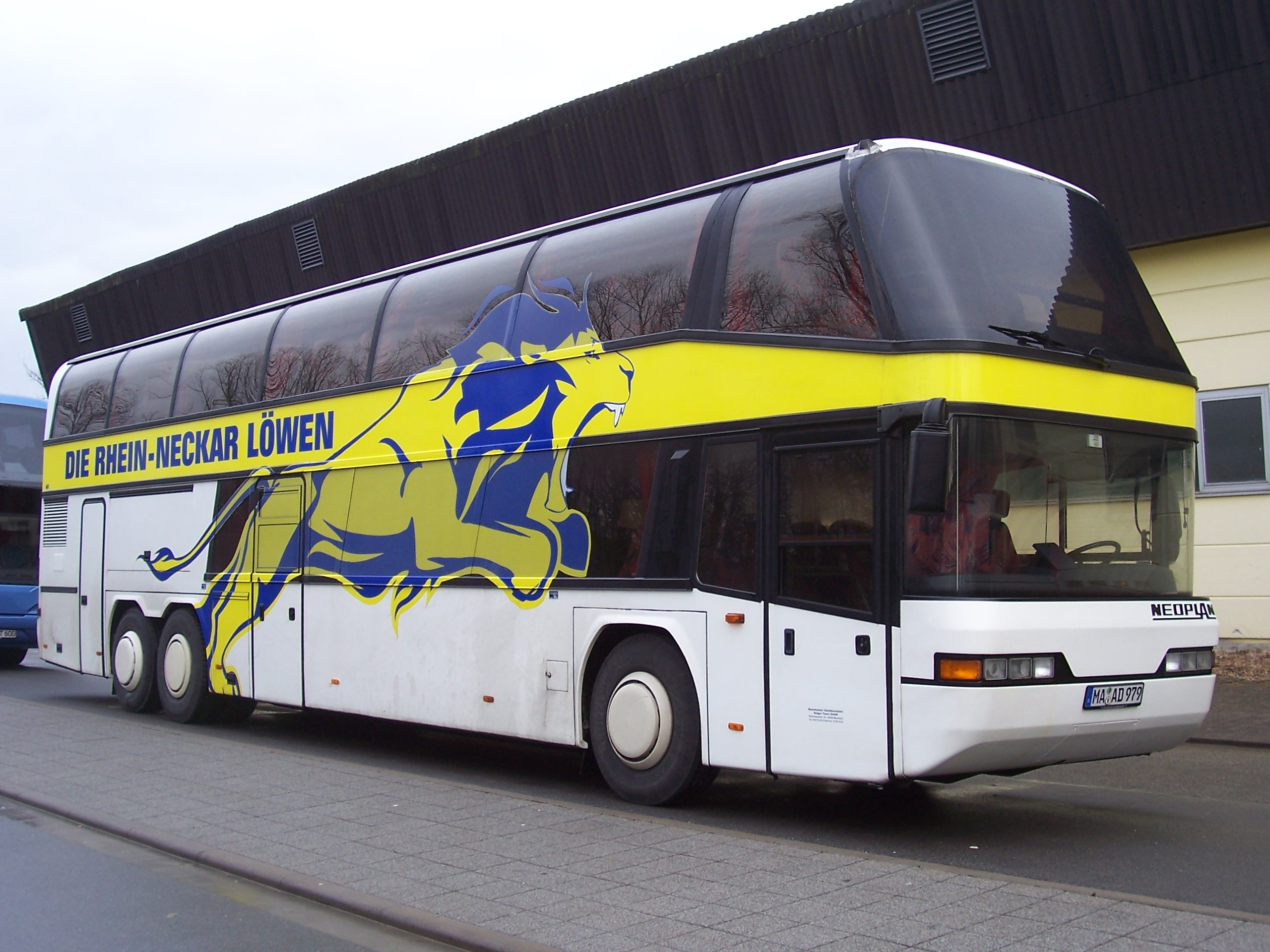
德國的尼奧普蘭雙層巴士。

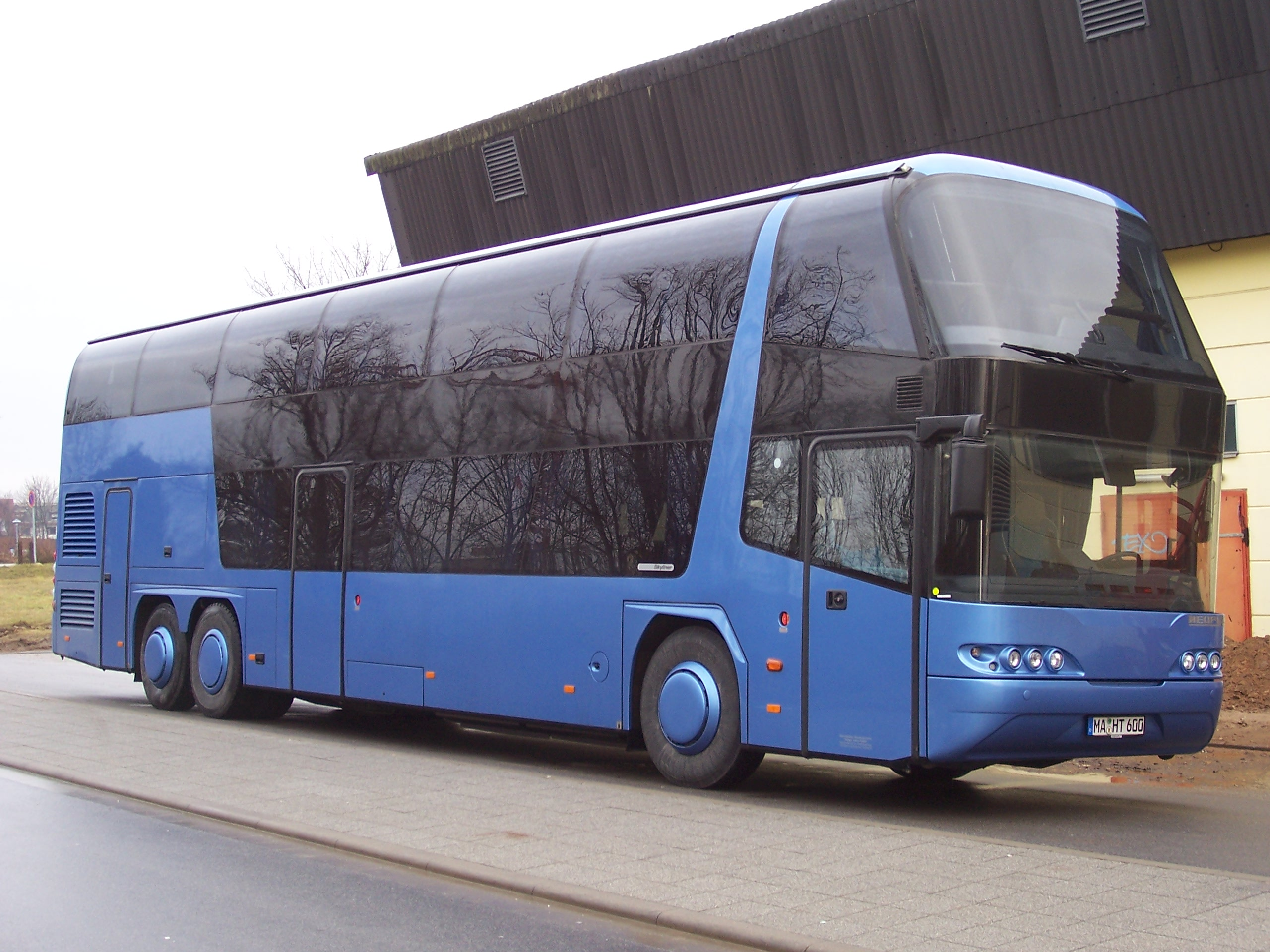
Neoplan Skyliner

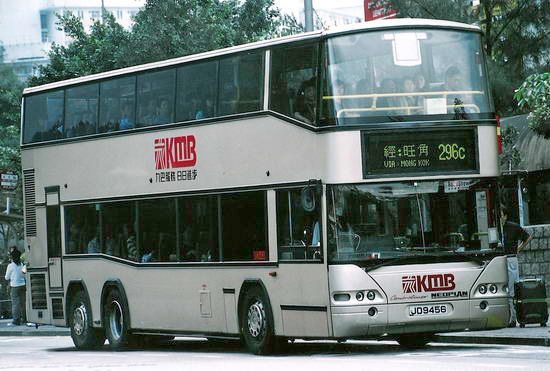
九龍巴士所屬的Neoplan Centroliner

## 中国生产

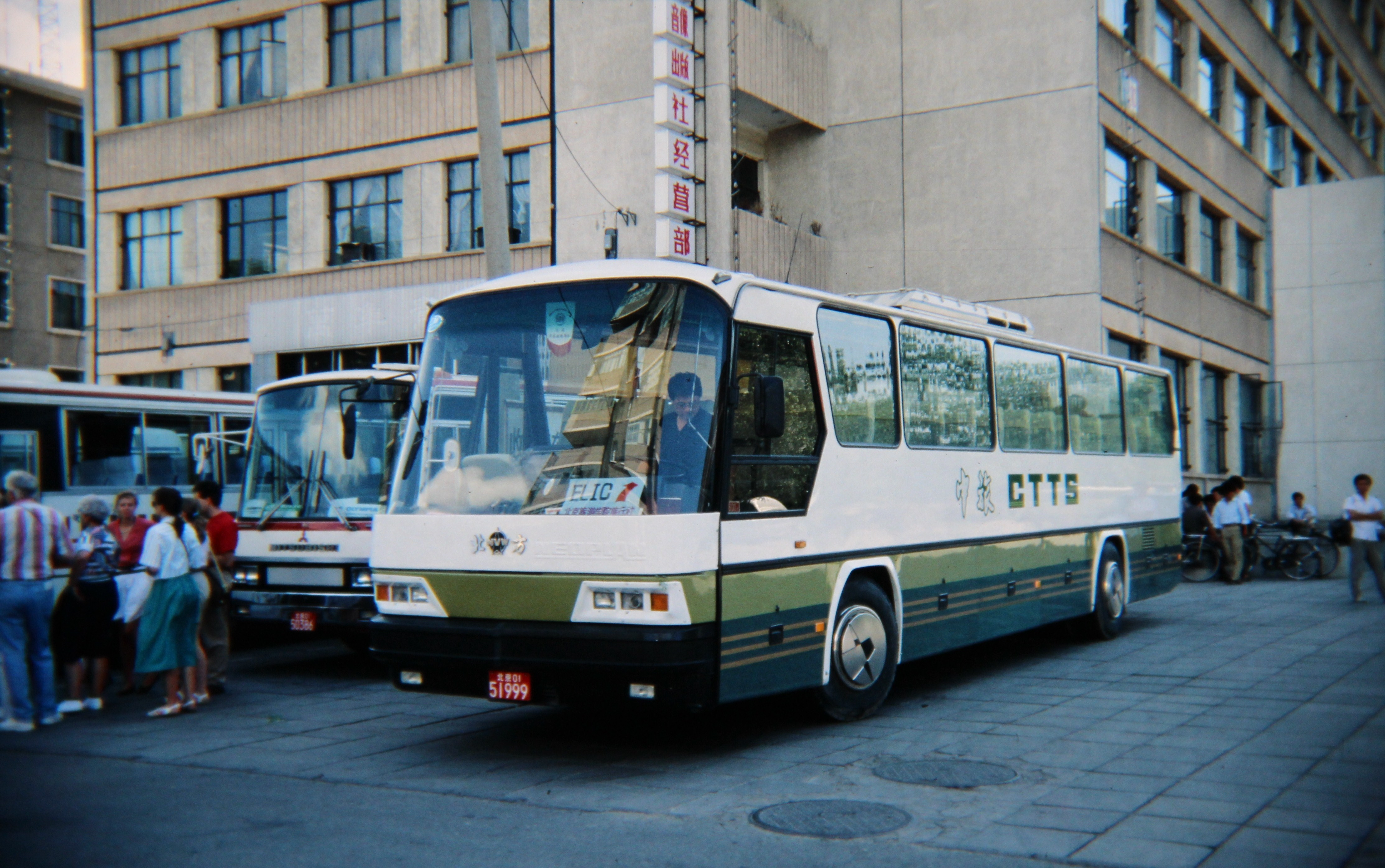
北京北方车辆（618厂）基于尼奥普兰Neoplan Jetliner制造的BFC6120型客车

1986年，北京北方华德尼奥普兰客车股份有限公司成立，由北京北方车辆集团有限公司、中国华融资产管理公司、中国北方车辆公司、北方经济发展有限公司等六家公司组成。該公司引进德国尼奥普兰客车技术，推出北方尼奥普兰客车系列，现隶属于中国兵器工业集团。
1995年，浙江台州商人庞青年、北京北方车辆集团有限公司以及金华经济开发区合资成立金华尼奥普兰车辆有限公司，最初采用北方引进的尼奥普兰技术。但到了1999年，金华尼奥普兰变成独资公司，並且直接跟德国尼奥普兰公司合作，並於2001年成立青年汽車。在短短幾年內，金华尼奥普兰所推出的青年尼奥普兰车型多達71种，並跻身国家客车企业10强。

## 外部連結
- 尼奧普蘭官方網站 （页面存档备份，存于）
- 金华尼奥普兰 （页面存档备份，存于）
- 北方华德尼奥普兰
- 香港巴士大典上的相关条目：利奧普蘭